# Descargolats de l'EEBE
Descargolats de l'EEBE són una colla castellera universitària en formació. Les «colles en formació» són una categoria de colles castelleres novelles que han de seguir el Protocol d'Admissió de Noves Colles. Estan vinculats a la UPC, situada a l'Escola d'Enginyeria de Barcelona Est, Sant Adrià de Besòs. Fundada l'any 2024.
La seva primera actuació (encara que sense músics formats) va esdevenir el 15 de Març de 2024, durant la Setmana Cultural de l'EEBE, on van fer un pd3cam d'entrada, un id2d5, un 3d5, i un pd3 de sortida.
Més endavant, la primera diada amb colles externes, va ser la Barcelonina de 2024, on van anar convidats per Trempats de la UPF, la colla anfitriona, allà van descarregar el primer pd4 de la seva història i van carregar-ne un altre.
Els seus primers castells de 6, van ser a la Macrodiada pel 30è Aniversari dels Ganàpies de la UAB on van fer el 4d6 a primera ronda, el 3d6 a segona ronda, i el 3d5 amb agulla descargolada (castell amb la seva marca) a tercera ronda, enllestint la diada amb un pd4 de sortida.
El 29 de maig de 2025, a la XI Diada dels Trempats de la UPF, Descargolats van fer la seva millor diada fins al moment, i la millor diada de la história d'una colla universitària en la seva primera temporada. En aquesta diada van bastir un pd4 d'entrada, un 3d6a a primera ronda, un 4d6 a segona ronda i, després d'un intent desmuntat del 2d6, van fer un 3d6, finalment, per tancar la diada es van convertir en la colla més prematura de la història en carregar el pilar de 5.
El característic color de Descargolats, el rosa fluorescent, va ser votat al primer assaig obert, el 14 de febrer de 2024 per tots els asistents. Aquest color va ser escollit perquè, cada matí des de les aules de l'escola, es pot veure un cel tenyit de rosa, un color que els acompanya gairebé des d'un inici i amb el que han format la seva identitat.